# 북쪽

북쪽을 가리키는 나침반 바늘

북쪽(北쪽)은 남쪽의 반대 방향으로 동쪽과 서쪽의 사이 방향이다. 북쪽은 지도를 그릴 때 기준이 되는 방향이다. 일반적으로 지도의 위쪽이 북쪽이다. 나침반이 가리키는 북쪽은 자북으로, 실제의 북쪽과는 차이가 있고, 자북의 이동으로 시대에 따라 달라진다. 영어에서 방위를 읽을 때에는 북쪽부터 읽어 North-South-East-West로 읽는다. 원래 북반구에서 볼 때에는 태양은 동쪽에서 떠서 남쪽을 지나 서쪽으로 진다. 그러나 태양이 지고 깜깜한 밤일 무렵에는 사실상 태양은 북쪽을 지나서 동쪽으로 뜨지만 중위도 지역에서는 태양이 북쪽으로 지나가는 일은 볼 수 없다. 다만 남반구에서는 태양이 북쪽으로 지나간다.

## 백야
북반구 중위도에서는 태양이 이미 서산 아래로 내려갔기 때문에 북쪽으로 지나가는 상황을 볼 수 없다. 이론적으로 북반구 지역에 밤일 무렵, 그 지역에서는 북쪽에 태양이 있다. 하지만 노르웨이의 트롬쇠나 노르카프와 같은 도시 등의 백야 지역에서는 태양이 북동쪽에서 점점 높이가 올라가 남쪽을 절정으로 가장 높이 떠있다가 서쪽으로 갈수록 점점 낮아지더니 북서쪽이면 지평선 가까이 도달한다. 그리고는 태양이 북쪽에 도달하면 지평선 바로 위에 떠있는데 이 때가 태양의 높이가 가장 낮은데 문제는 태양이 지평선 아래로 내려가지 않는다. 백야를 통해 북반구에서도 북쪽에도 태양이 지나갈 수 있는 증거를 보여준다. 하지만, 핀란드와 미국의 알래스카 등에서는 여름 때에 날은 온종일 환하지만 태양이 지평선 아래로 내려가는 경우도 있다. 반대로 남극에서는 북반구가 겨울일 때 볼 수 있다. 여기서 남극에서는 태양이 남쪽으로 내려가는 경우 한밤중에 가깝다고 할 수 있다. 이는 남반구에서는 항상 태양이 동쪽에서 뜨고 북쪽을 거쳐 서쪽으로 지기 때문이다.

## 같이 보기
- 북극성
- 백야

| 16방위표 | 16방위표 | 16방위표 | 16방위표 | 16방위표 |
| -------- | -------- | -------- | -------- | -------- |
| 북서     | 북북서   | 북       | 북북동   | 북동     |
| 서북서   | 중       | 중       | 중       | 동북동   |
| 서       | 중       | 중       | 중       | 동       |
| 서남서   | 중       | 중       | 중       | 동남동   |
| 남서     | 남남서   | 남       | 남남동   | 남동     |